# Marie Delna
Marie Delna, właśc. Marie Ledan (ur. 3 kwietnia 1875 w Meudon, zm. 23 lipca 1932 w Paryżu) – francuska śpiewaczka operowa, kontralt.

## Życiorys
Uczyła się śpiewu w Paryżu u Rosine Laborde. Na scenie zadebiutowała w 1892 roku jako Dydona w Trojanach Hectora Berlioza w paryskiej Opéra-Comique, gdzie występowała do 1898 roku. W latach 1898–1900 śpiewała w Opéra de Paris, następnie od 1900 do 1902 roku ponownie w Opéra-Comique. Gościnie występowała w Covent Garden Theatre w Londynie (1894) i Teatro Lirico w Mediolanie (1898–1901). W 1903 roku wyszła za mąż za A.H. de Saone’a i częściowo wycofała się ze sceny, nie wiążąc się odtąd na stałe z żadnym teatrem. W 1910 roku wystąpiła w nowojorskiej Metropolitan Opera w Orfeuszu i Eurydyce Ch.W. Glucka. W swoim repertuarze miała role w operach takich twórców jak Hector Berlioz, Jules Massenet, Charles Gounod, Benjamin Godard, Alfred Bruneau, Camille Saint-Saëns i Giuseppe Verdi. Po raz ostatni wystąpiła na scenie w 1922 roku.